# ヤン・ティルセン
ヤン・ピエール・ティルセン（Yann Pierre Tiersen, 1970年6月23日 - ）は、フランスのミュージシャン、作曲家。ジャン＝ピエール・ジュネの映画『アメリ』に楽曲を提供したことで国際的に広く知られている。
ブレストにて、ノルウェーおよびベルギーにルーツを持つ家庭に生まれた。レンヌ、ナント、ブローニュ＝シュル＝メールにてクラシックの教育を受け、ヴァイオリンとピアノ、作曲を学んだ。 
彼の音楽はクラシック音楽、フランスフォークミュージックのような旋律と、ミニマル・ミュージックのような構成とは対照的に、その中で様々な楽器が使われていることなどが特徴である。主にピアノ、ヴァイオリン、アコーディオンがメロディカ、木琴、トイピアノ、オンド・マルトノ、ハープシコード、タイプライターなどの楽器と共に使われる。ショパン、エリック・サティ、フィリップ・グラス、マイケル・ナイマンなどと比較されてきた。
元妻である俳優ナターシャ・レニエとの間に一女がある。

## ディスコグラフィ

### スタジオ・アルバム
- La Valse des Monstres （1995年）
- Rue des Cascades （1996年）
- Le Phare （1998年）
- L'Absente （2001年）
- Les Retrouvailles （2005年）
- Dust Lane （2010年）
- The Waltz of the Monsters （2012年）

### ライヴ・アルバム
- Black Session （1999年）

### サウンドトラック
- 天使が見た夢 La Vie rêvée des anges（1998年、エンドクレジット）
- アメリ （2001年）
- グッバイ、レーニン! （2003年）
- Tabarly （2008年）